# Limenitis trinina
Limenitis trinina är en fjärilsart som beskrevs av William James Kaye 1914. Limenitis trinina ingår i släktet Limenitis och familjen praktfjärilar. Inga underarter finns listade i Catalogue of Life.